# مسجد جامع قدیمی سیبستان
مسجد جامع قدیمی سیبستان مربوط به دوره زند است و در شهرستان ساوجبلاغ، بخش چندار، روستای سیبستان واقع شده و این اثر در تاریخ ۲ بهمن ۱۳۸۲ با شمارهٔ ثبت ۱۰۸۲۸ به‌عنوان یکی از آثار ملی ایران به ثبت رسیده است.